# Saint-Christophe-de-Valains

Saint-Christophe-de-Valains este o comună în departamentul Ille-et-Vilaine, Franța. În 1 ianuarie 2022 avea o populație de 230 de locuitori.